# Тит Секстий Латеран
Тит Секстий Латеран (на латински: Titus Sextius Lateranus) е политик и сенатор на Римската империя през 2 век.
Латеран произлиза от републиканска фамилия и е син на Тит Секстий Корнелий Африкан (консул 112 г.) и внук на Тит Секстий Магий Латеран (консул 94 г.).
През 154 г. Латеран е консул заедно с Луций Вер. След това през 168/169 г. е проконсул на провинция Африка.
Латеран е баща на Тит Секстий Магий Латеран (консул 197 г.).